# Tassegdelt
Tassegdelt  (in arabo تسكدلت‎?) è un centro abitato e comune rurale del Marocco situato nella provincia di Chtouka-Aït Baha, regione di Souss-Massa. Conta una popolazione di 5 107 abitanti (censimento 2014).